# 科特利克 (阿拉斯加州)
科特利克（英語：Kotlik），是美国阿拉斯加州的一座城市。该市的人口在2000年为591人，2010年有577人。人口在阿拉斯加州排行第48。